# Sight & Sound Greatest Films of All Time 2012
Las siguientes son las "50 mejores películas de todos los tiempos" según las encuestas de opinión mundiales realizadas por Sight & Sound y publicadas en la edición de septiembre de 2012 de la revista. Publicaron la lista de críticos, basada en 846 críticos, programadores, académicos y distribuidores y la lista de directores, basada en 358 directores y cineastas. Sight & Sound, publicado por el British Film Institute, ha realizado una encuesta de las mejores películas cada 10 años desde 1952.

## Encuesta de críticos

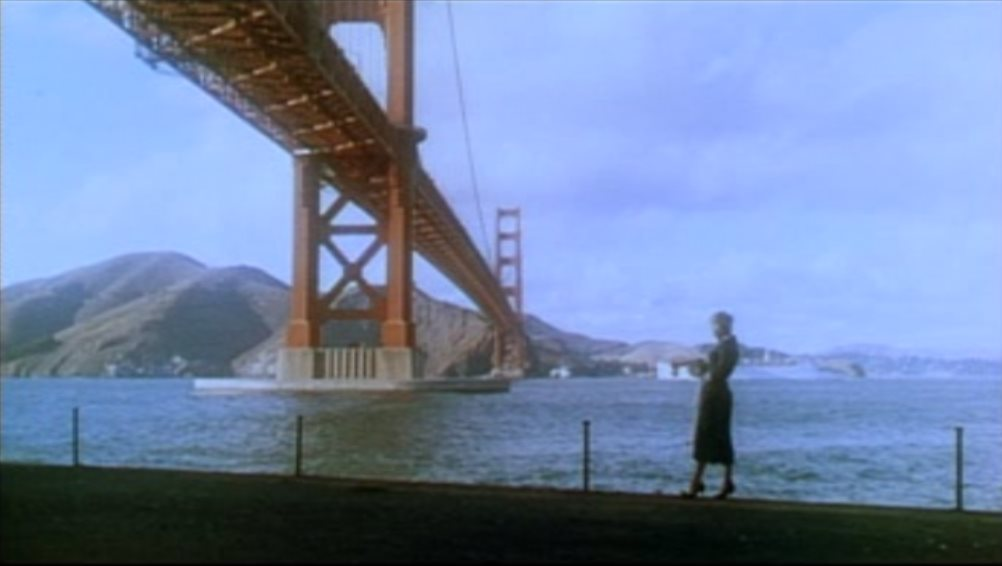
Vértigo (1958).

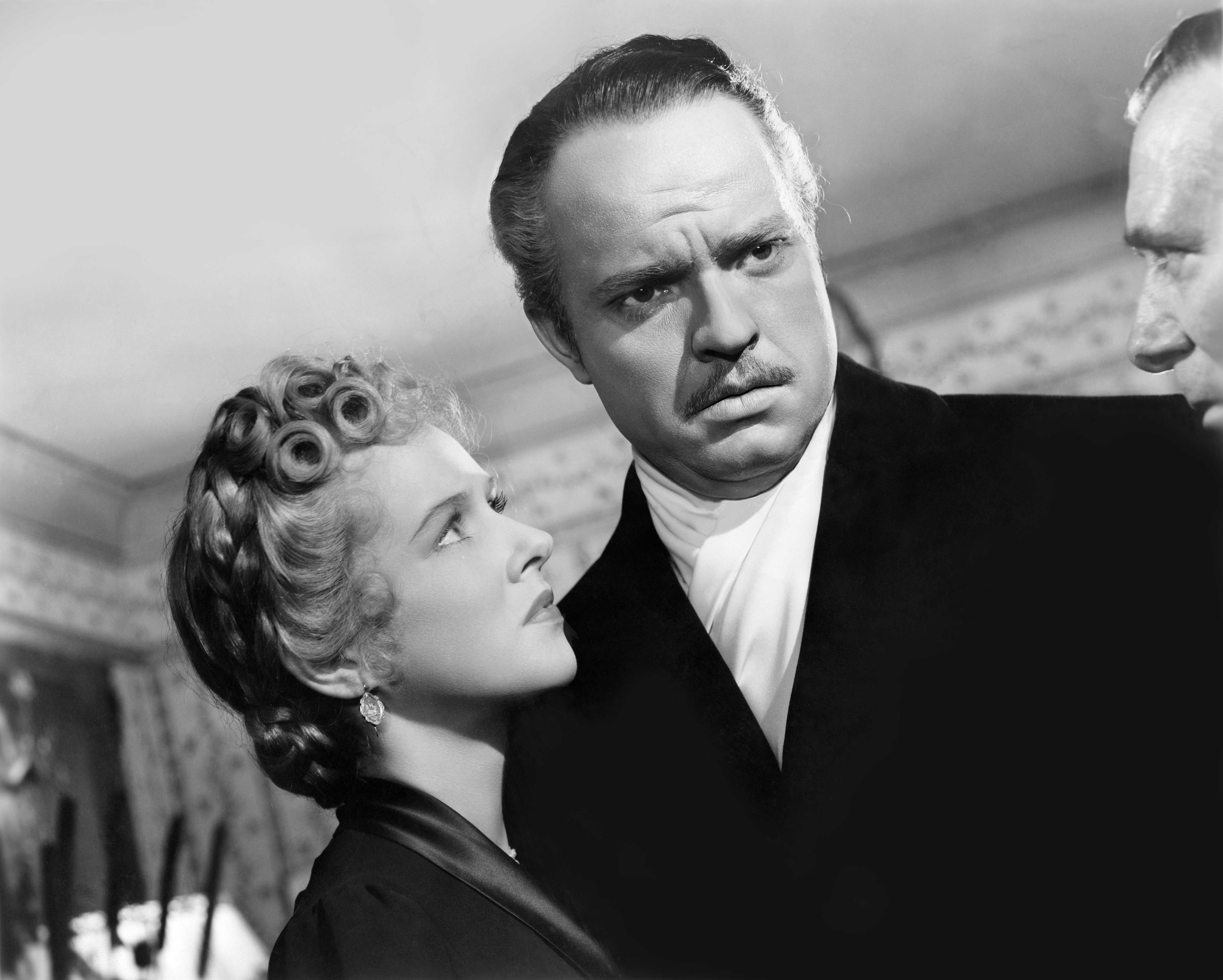
Ciudadano Kane (1941).

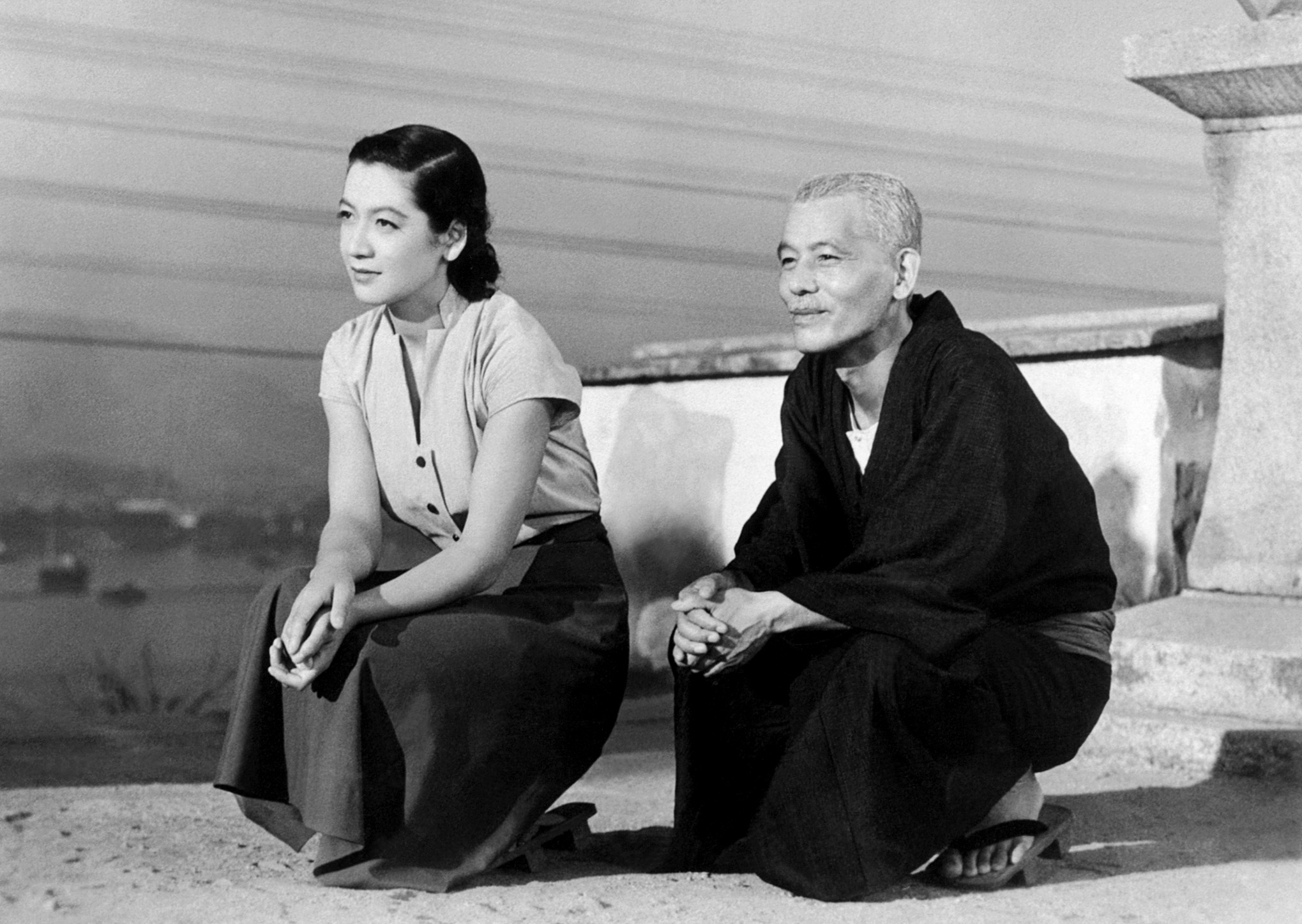
Cuentos de Tokio / Historias de Tokio (1953).

En la encuesta de críticos de 2012, Vértigo / Vértigo (De entre los muertos) ocupó el primer lugar, reemplazando a Ciudadano Kane / El ciudadano / El ciudadano Kane, que ocupó el primer lugar en las cinco encuestas de críticos anteriores.
| 1. Vértigo / Vértigo (De entre los muertos) (Vertigo, 1958) 2. Ciudadano Kane / El ciudadano / El ciudadano Kane (Citizen Kane, 1941) 3. Cuentos de Tokio / Historias de Tokio (Tōkyō monogatari, 1953) 4. La regla del juego (La Règle du jeu, 1939) 5. Amanecer (Sunrise: A Song of Two Humans, 1927) 6. 2001: Odisea del espacio / 2001: Una odisea del espacio (2001: A Space Odyssey, 1968) 7. Centauros del desierto / Más corazón que odio (The Searchers, 1956) 8. El hombre de la cámara (Chelovek s kinoapparátom, 1929) 9. La pasión de Juana de Arco (La Passion de Jeanne d'Arc, 1928) 10. Fellini 8½ / Fellini ocho y medio (Otto e mezzo, 1963) 11. El acorazado Potemkin (Bronenósets Potiomkin, 1925) 12. L'Atalante (1934) 13. Al final de la escapada / Sin aliento / Horas candentes (À bout de souffle, 1960) 14. Apocalipsis ahora / Apocalipsis Now (Apocalypse Now, 1979) 15. Primavera tardía (Banshun, 1949) 16. Al azar de Baltasar (Au hasard Balthazar, 1966) 17. Los siete samuráis (Shichinin no samurai, 1954) 18. Persona (1966) 19. El espejo (Zérkalo, 1975) 20. Cantando bajo la lluvia (Singin' in the Rain, 1952) 21. La aventura (L'Avventura, 1960) 22. El desprecio (Le Mépris, 1963) 23. El padrino (The Godfather, 1972) 24. La palabra (Ordet, 1955) 25. Con ánimo de amar / Deseando amar (Fa yeung nin wa, 2000) 26. Rashōmon (1950) 27. Andréi Rubliov (1966) 28. El camino de los sueños / Mulholland Drive / Sueños, misterios y secretos (Mulholland Drive, 2001) 29. La zona / Stalker (Сталкер, 1979) 30. Shoah (1985) 31. El padrino II / El padrino: Parte II (The Godfather Part II, 1974) 32. Taxi Driver (1976) 33. Ladrón de bicicletas / Ladrones de bicicletas (Ladri di biciclette, 1948) 34. El maquinista de La General (The General, 1926) 35. Metrópolis (Metropolis, 1927) 36. Psicosis (Psycho, 1960) 37. Jeanne Dielman, 23 quai du Commerce, 1080 Bruxelles (1975) 38. Sátántangó (1994) 39. Los 400 golpes (Les quatre cents coups, 1959) 40. La dolce vita (1960) 41. Siempre te amaré / Te querré siempre / Viaje a Italia (Viaggio in Italia, 1954) 42. La canción del camino / Pather Panchali (Pôther Pãchali, 1955) 43. Con faldas y a lo loco / Una Eva y dos Adanes (Some Like It Hot, 1959) 44. Gertrud (1964) 45. Pierrot el loco (Pierrot le fou, 1965) 46. Playtime (1967) 47. Close-Up (Klūzāp, nemā-ye nazdīk, 1990) 48. La batalla de Argel (La battaglia di Algeri, 1966) 49. Histoire(s) du cinéma (1988-1998) | 1. Luces de la ciudad (City Lights, 1931) 2. Cuentos de la luna pálida de agosto / Cuentos de la luna vaga después de la lluvia (Ugetsu Monogatari, 1953) 3. El muelle (La jetée, 1962) 4. Con la muerte en los talones / Intriga internacional (North by Northwest, 1959) 5. La ventana indiscreta (Rear Window, 1954) 6. Toro salvaje (Raging Bull, 1980) 7. El vampiro negro / M, el maldito / M, el vampiro de Düsseldorf (M, 1931) 8. El gatopardo (Il Gattopardo, 1963) 9. Sed de mal / Sombras del mal (Touch of Evil, 1958) 10. El moderno Sherlock Holmes (Sherlock Jr., 1924) 11. Barry Lyndon (1975) 12. La mamá y la puta (La maman et la putain, 1973) 13. El intendente Sansho (Sanshô dayû, 1954) 14. Cuando huye el día / Fresas salvajes (Smultronstället, 1957) 15. Tiempos modernos (Modern Times, 1936) 16. El crepúsculo de los dioses / El ocaso de una estrella / El ocaso de una vida (Sunset Boulevard, 1950) 17. La noche del cazador (The Night of the Hunter, 1955) 18. Pickpocket (1959) 19. Río Bravo (Rio Bravo, 1959) 20. Blade Runner / El cazador implacable (Blade Runner, 1982) 21. Terciopelo azul (Blue Velvet, 1986) 22. Sans soleil (1982) 23. Un condenado a muerte se ha escapado (Un condamné à mort s'est échappé ou Le vent souffle où il veut, 1956) 24. El tercer hombre (The Third Man, 1949) 25. El eclipse (L'eclisse, 1962) 26. Los hijos del paraíso / Los niños del paraíso / Sombras del paraíso (Les Enfants du paradis, 1945) 27. La gran ilusión (La grande illusion, 1937) 28. Nashville (1975) 29. Chinatown (1974) 30. Buen trabajo (Beau travail, 1998) 31. Érase una vez en el Oeste / Hasta que llegó su hora (C'era una volta il West, 1968) 32. El cuarto mandamiento / Los magníficos Amberson / Soberbia (The Magnificent Ambersons, 1942) 33. Lawrence de Arabia (Lawrence of Arabia, 1962) 34. El espíritu de la colmena (1973) 35. Fanny y Alexander (Fanny och Alexander, 1984) 36. Casablanca (1942) 37. El color de la granada (Tsvet granata, 1969) 38. Avaricia (Greed, 1924) 39. Un día de verano (Guling jie shaonian sharen shijian, 1991) 40. Grupo salvaje / La pandilla salvaje (The Wild Bunch, 1969) 41. Fiesta campestre / Un día en el campo / Una partida de campo / Una salida al campo (Partie de campagne, 1936) 42. Aguirre, la cólera de Dios / Aguirre, la ira de Dios (Aguirre, der Zorn Gottes, 1972) 43. A vida o muerte / Escalera al cielo (A Matter of Life and Death, 1946) 44. El séptimo sello (Det sjunde inseglet, 1957) 45. Un perro andaluz (Un chien andalou, 1928) 46. Intolerancia (Intolerance, 1916) 47. Yi Yi (2000) 48. Coronel Blimp (The Life and Death of Colonel Blimp, 1943) 49. Touki Bouki (1973) 50. Todos nos llamamos Alí (Angst essen Seele auf, 1974) 51. Imitación a la vida (Imitation of Life, 1959) 52. Madame de... (1953) |

## Encuesta de directores

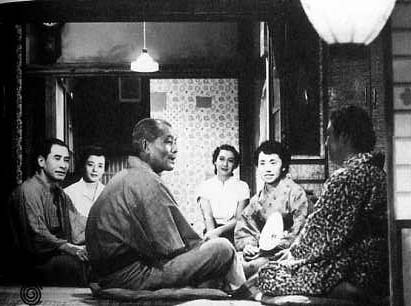
Tokyo Story (1953)

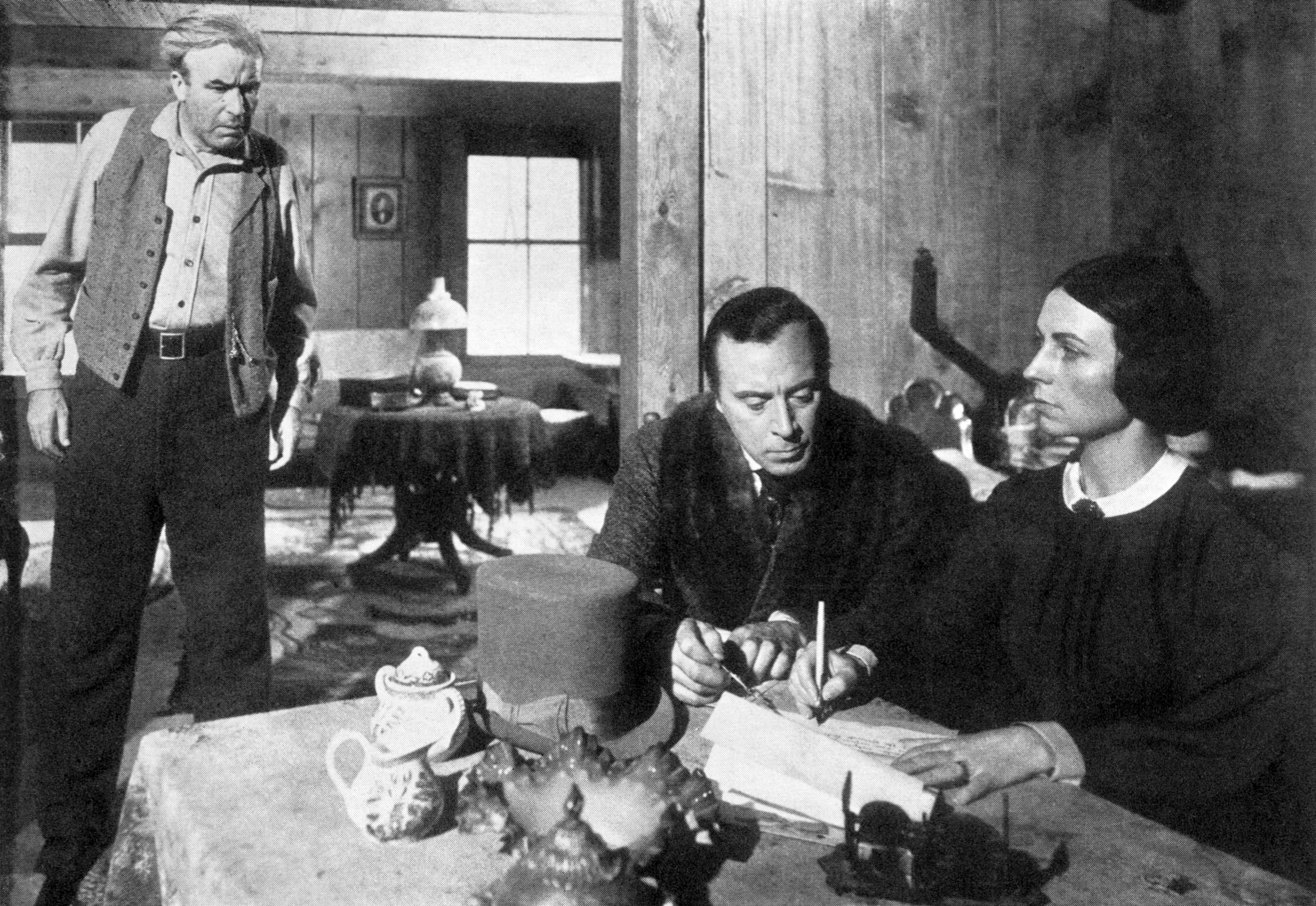
Citizen Kane (1941)

En la encuesta de directores de 2012, Tokyo Story ocupó el primer lugar, reemplazando a Citizen Kane, que ocupó el primer lugar en las dos encuestas de directores anteriores.
| 1. Tokyo Story (1953) 2. 2001: A Space Odyssey (1968) 3. Citizen Kane (1941) 4. 8½ (1963) 5. Taxi Driver (1976) 6. Apocalypse Now (1979) 7. The Godfather (1972) 8. Vertigo (1958) 9. Zérkalo (1975) 10. Bicycle Thieves (1948) 11. Breathless (1960) 12. Raging Bull (1980) 13. Persona (1966) 14. The 400 Blows (1959) 15. Andrei Rublev (1966) 16. Fanny and Alexander (1982) 17. Seven Samurai (1954) 18. Rashomon (1950) 19. Barry Lyndon (1975) 20. Ordet (1955) 21. Au Hasard Balthazar (1966) 22. Modern Times (1936) 23. L'Atalante (1934) 24. Sunrise (1927) 25. La règle du jeu (1939) 26. Touch of Evil (1958) 27. The Night of the Hunter (1955) 28. The Battle of Algiers (1966) 29. La strada (1954) 30. Stalker (1979) 31. City Lights (1931) 32. L'Avventura (1960) 33. Amarcord (1972) 34. The Gospel According to St. Matthew (1964) 35. The Godfather Part II (1974) 36. Idí i Smotrí (1985) 37. Close-Up (1989) 38. Some Like It Hot (1959) 39. La dolce vita (1960) 40. The Passion of Joan of Arc (1927) 41. Playtime (1967) 42. A Man Escaped (1956) 43. Viridiana (1961) 44. Once Upon a Time in the West (1968) 45. Le Mépris (1963) 46. The Apartment (1960) 47. Hour of the Wolf (1968) 48. One Flew Over the Cuckoo's Nest (1975) 49. The Searchers (1956) 50. Psycho (1960) 51. Man with a Movie Camera (1929) 52. Shoah (1985) 53. Lawrence of Arabia (1962) | 1. L'eclisse (1962) 2. Pickpocket (1959) 3. Pather Panchali (1955) 4. Rear Window (1954) 5. Goodfellas (1990) 6. Blow Up (1966) 7. The Conformist (1970) 8. Aguirre, Wrath of God (1972) 9. Gertrud (1964) 10. A Woman Under the Influence (1974) 11. The Good, the Bad and the Ugly (1966) 12. Blue Velvet (1986) 13. La grande illusion (1937) 14. Badlands (1973) 15. Blade Runner (1982) 16. Sunset Blvd. (1950) 17. Ugetsu Monogatari (1953) 18. Singin' in the Rain (1951) 19. In The Mood For Love (2000) 20. Journey to Italy (1954) 21. Vivre Sa Vie (1962) 22. The Seventh Seal (1957) 23. Hidden (2004) 24. Battleship Potemkin (1925) 25. M (1931) 26. There Will Be Blood (2007) 27. The Shining (1980) 28. The General (1926) 29. Mulholland Dr (2001) 30. A Clockwork Orange (1971) 31. Fear Eats the Soul (1974) 32. Kes (1969) 33. Husbands (1970) 34. The Wild Bunch (1969) 35. Salò, or the 120 Days of Sodom (1975) 36. Jaws (1975) 37. Los Olvidados (1950) 38. Pierrot le Fou (1965) 39. Un chien andalou (1928) 40. Chinatown (1974) 41. La maman et la putain (1973) 42. Beau Travail (1998) 43. Opening Night (1977) 44. The Gold Rush (1925) 45. Zero de Conduite (1933) 46. The Deer Hunter (1977) 47. L'argent (1983) 48. The Killing of a Chinese Bookie (1976) 49. Sans Soleil (1982) 50. Don't Look Now (1973) 51. Soy Cuba (1964) 52. Last Year At Marienbad (1961) 53. Le Samouraï (1973) |